# لوسينيات
اللوسينيات (الاسم العلمي:Lucinoida ) هي رتبة من الحيوانات تتبع الفوق رتبة متغايرات الأسنان من طائفة ذوات المصراعين.

## التصنيف
- اللوسينينات
  - اللوسينينات
    - اللوسينات
      - اللوسيناوات